# Ernest de Bavière (1554-1612)
Pour les articles homonymes, voir Ernest de Bavière.
Ernest de Bavière (en allemand : Ernst von Bayern), né le 17 décembre 1554 à Munich et mort le 17 février 1612 à Arnsberg (Westphalie), est un prince de la maison de Wittelsbach, fils du duc Albert V de Bavière et d'Anne d'Autriche. Homme religieux et politique du Saint-Empire il fut prince-évêque de Freising, de Hildesheim, de Liège et de Münster, prince-abbé de Stavelot-Malmedy, ainsi que prince-archevêque de Cologne de 1583 jusqu'à sa mort. Il est inhumé dans l'abside de la cathédrale de Cologne.

## Biographie
Ernest est un fils cadet d'Albert V (1528-1579) dit « le Magnifique », duc de Bavière depuis 1550, et de son épouse Anne d'Autriche (1528-1590), fille de l'empereur Ferdinand Ier. Son père encouragea vivement la Contre-Réforme mais s'est aussi fait un nom en tant que collecteur et mécène de l'art de la Renaissance. 
Prévu pour l'état spirituel, il reçut une éducation expressément catholique transmise par les Jésuites à Ingolstadt et à Rome. Le 18 octobre 1566, Ernest fut élu évêque de Freising. Pour les États impériaux catholiques, il était porteur d'espoir en termes de  marginaliser l'influence du protestantisme dans les instances du Saint-Empire. La maison de Wittelsbach a également souhaité renforcer sa propre position. La première opportunité s'était présentée rapidement dans l'évêché de Hildesheim, dans le nord de l'Empire, où Ernest est élu prince-évêque en 1573.
La prise de l'électorat de Cologne, soutenue par l'empereur Rodolphe II et le pape Grégoire XIII, échoua tout d'abord, lorsqu'Ernest a perdu l'élection et Gerhard Truchsess de Waldbourg a été nommé prince-archevêque en 1577. En 1579, son frère aîné Guillaume V prend la succession à la tête du duché de Bavière. Ernest devient prince-évêque de Liège et administrateur de principauté abbatiale de Stavelot-Malmedy en 1581. Il ne reçut jamais les ordres. 
À Cologne, l'archevêque Gerhard de Waldbourg voulant se marier sans perdre son électorat embrasse la Réforme en 1582. Cette affaire cause un grand émoi, car elle viole la règle de la « réservation ecclésiastique » établie par la paix d'Augsbourg, qui veut que les princes ecclésiastiques du Saint-Empire démissionnent en cas de conversion au protestantisme. Au lieu de quoi, Waldbourg entreprend de transformer sa principauté ecclésiastique en principauté civile : le pape l'excommunie, et le 22 mai 1583 une fraction du chapitre élit son ancien compétiteur Ernest de Bavière. Une guerre s'ensuit dite « guerre de Cologne » qui dure jusqu'en 1588. Avec l'aide des troupes bavaroises et espagnoles, Gerhard a été chassé de l'archevêché et du duché de Westphalie.
Bien que, selon le concile de Trente, tout cumul des mandats était interdit, Ernest est également élu évêque de Münster en 1584. Ainsi, il était l'un des plus puissants princes dans le cercle électoral du Rhin et dans le cercle du Bas-Rhin-Westphalie. De plus, il a arrangé le mariage de sa cousine catholique Jacquiline de Bade avec Jean-Guillaume de Clèves, héritier des duchés unis de Juliers-Clèves-Berg.

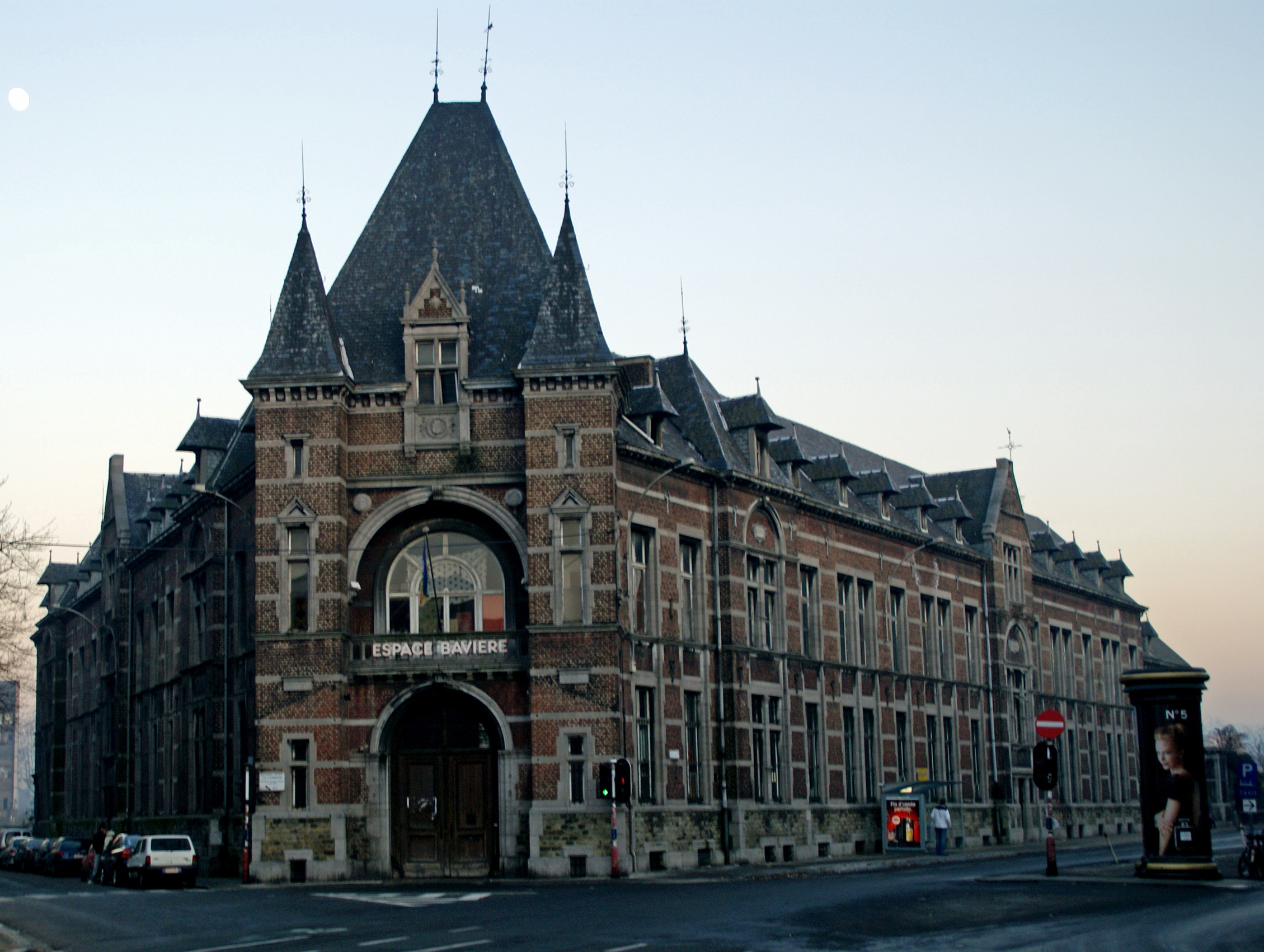
Liège (Outremeuse):
Entrée de l'ancien hôpital de Bavière

Il fonde les premiers séminaires à Liège et à Saint-Trond, assure le développement des exploitations houillères et l'installation des usines métallurgiques. On lui doit quelques édits importants concernant les areines.  L'homme d'affaires Curtius lui est contemporain. Il cède son palais d'Outremeuse pour créer l'hôpital de Bavière qui est resté en service jusqu'à la fin du XXe siècle. 

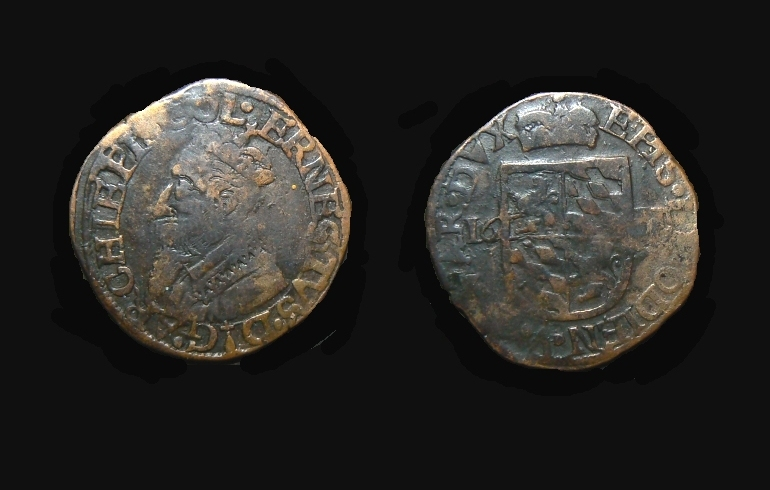
Monnaie liégeoise d'Ernest de Bavière

Malgré ses tendances pro-espagnoles, il maintient la neutralité liégeoise et y met un point d'honneur.
Comme ses prédécesseurs, il se montre dur envers les protestants.
Il impose les décrets du Concile de Trente au clergé, malgré les plaintes de celui-ci.
Concernant la dynastie des Bavière (maison de Wittelsbach), le dauphin est coadjuteur. C’est-à-dire que le prince-évêque peut choisir une personne de sa famille pour lui succéder. C'est ainsi que la dynastie de Bavière va régner pendant 136 ans à Liège. De ce fait, Ferdinand de Bavière, 11 ans, devient coadjuteur de son oncle en 1601
En 1602, son règne marque également un tournant important pour la semi-démocratie liégeoise : tous les liégeois sont obligés de s'inscrire dans un des Trente-deux métiers de Liège, et chaque métier a le droit de prendre part aux décisions de la Principauté, ce qui amoindrit le pouvoir du prince-évêque.
Le calendrier grégorien entre en vigueur sous son épiscopat, en 1583.

## Hommage
La rue Ernest de Bavière dans le quartier d'Outremeuse à Liège lui rend hommage.